# Соломонові Острови на літніх Олімпійських іграх 2004
Соломонові Острови брали участь в Літніх Олімпійських іграх 2004 року в Афінах (Греція) вшосте за свою історію, але не завоювали жодної медалі. Збірну країни представляли один чоловік і одна жінка, які брали участь у турнірі легкоатлетів.

## Легка атлетика
Спортсменів — 2
Чоловіки
| Спортсмен       | Вид  | Забіг     | Забіг | Чвертьфінал | Чвертьфінал | Півфінал   | Півфінал   | Фінал      | Фінал      |
| Спортсмен       | Вид  | Результат | Місце | Результат   | Місце       | Результат  | Місце      | Результат  | Місце      |
| --------------- | ---- | --------- | ----- | ----------- | ----------- | ---------- | ---------- | ---------- | ---------- |
| Френсіс Маниору | 100м | 11,05     | 7     | Не пройшов  | Не пройшов  | Не пройшов | Не пройшов | Не пройшов | Не пройшов |

Жінки
| Спортсмен   | Вид  | Забіг     | Забіг | Чвертьфінал | Чвертьфінал | Півфінал   | Півфінал   | Фінал      | Фінал      |
| Спортсмен   | Вид  | Результат | Місце | Результат   | Місце       | Результат  | Місце      | Результат  | Місце      |
| ----------- | ---- | --------- | ----- | ----------- | ----------- | ---------- | ---------- | ---------- | ---------- |
| Дженні Кені | 100м | 12,76     | 8     | Не пройшла  | Не пройшла  | Не пройшла | Не пройшла | Не пройшла | Не пройшла |